# Lijst van voetbalinterlands Dominicaanse Republiek - Montserrat
Deze lijst van voetbalinterlands is een overzicht van alle officiële voetbalwedstrijden tussen de nationale teams van de Dominicaanse Republiek en Montserrat. De landen speelden tot op heden zes keer tegen elkaar. De eerste ontmoeting, een kwalificatiewedstrijd voor het Wereldkampioenschap voetbal 2002, werd gespeeld in San Cristóbal op 5 maart 2000. Het laatste duel, een groepswedstrijd tijdens de CONCACAF Nations League 2023/24, vond plaats op 21 november 2023 in Look Out.

## Wedstrijden
| № | Plaats        | Datum             | Competitie                      | Wedstrijd                           | Uitslag |
| - | ------------- | ----------------- | ------------------------------- | ----------------------------------- | ------- |
| 1 | San Cristóbal | 5 maart 2000      | WK 2002 kwalificatie            | Dominicaanse Republiek – Montserrat | 3 – 0   |
| 2 | Port of Spain | 19 maart 2000     | WK 2002 kwalificatie            | Montserrat – Dominicaanse Republiek | 1 – 3   |
| 3 | Look Out      | 7 september 2019  | CONCACAF Nations League 2019/20 | Montserrat − Dominicaanse Republiek | 1 − 0   |
| 4 | Santo Domingo | 16 oktober 2019   | CONCACAF Nations League 2019/20 | Dominicaanse Republiek − Montserrat | 0 − 0   |
| 5 | Santo Domingo | 12 september 2023 | CONCACAF Nations League 2023/24 | Dominicaanse Republiek − Montserrat | 3 − 0   |
| 6 | Look Out      | 17 november 2023  | CONCACAF Nations League 2023/24 | Montserrat − Dominicaanse Republiek | 2 − 1   |

## Samenvatting
| Competitie              | Totaal gespeeld | Winst Dom. Rep. | Gelijk | Winst Montserrat | Doelsaldo Dom. Rep. – Montserrat |
| ----------------------- | --------------- | --------------- | ------ | ---------------- | -------------------------------- |
| WK-kwalificatie         | 2               | 2               | 0      | 0                | 6 − 1                            |
| CONCACAF Nations League | 4               | 1               | 1      | 2                | 4 − 3                            |
| Totaal                  | 6               | 3               | 1      | 2                | 10 − 4                           |

Wedstrijden bepaald door strafschoppen worden, in lijn met de FIFA, als een gelijkspel gerekend.
FEDOFUTBOL · A-internationals · Bondscoaches · Vrouwenvoetbalelftal van de Dominicaanse Republiek
1970 – 1979 ·
1980 – 1989 ·
1990 – 1999 ·
2000 – 2009 ·
2010 – 2019 ·
2020 − 2029
Amerikaanse Maagdeneilanden ·
Anguilla ·
Antigua en Barbuda ·
Aruba ·
Bahama's ·
Barbados ·
Belize ·
Bermuda ·
Britse Maagdeneilanden ·
Chili ·
Costa Rica ·
Cuba ·
Curaçao ·
Dominica ·
El Salvador ·
Guatemala ·
Guyana ·
Haïti ·
Indonesië ·
Kaaimaneilanden ·
Montserrat ·
Nederlandse Antillen ·
Nicaragua ·
Panama ·
Peru ·
Puerto Rico ·
Saint Kitts en Nevis ·
Saint Lucia ·
Saint Vincent en de Grenadines ·
Servië ·
Suriname ·
Trinidad en Tobago ·
Turks- en Caicoseilanden ·
Venezuela ·
Verenigde Arabische Emiraten
MFA · A-internationals
1990 – 1999 · 
2000 – 2009 · 
2010 – 2019 ·
2020 − 2029
1991 · 
1992 · 
1993 · 
1994 · 
1995 · 
1996 · 
1997 · 
1998 · 
1999 · 
2000 · 
2001 · 
2002 · 
2003 ·
2004 · 
2005 · 
2006 · 
2007 · 
2008 · 
2009 · 
2010 · 
2011 · 
2012 ·
2013 ·
2014 ·
2015 ·
2016 ·
2017 ·
2018 ·
2019 ·
2020 ·
2021 ·
2022 ·
2023 ·
2024 ·
Amerikaanse Maagdeneilanden ·
Anguilla ·
Antigua en Barbuda ·
Aruba ·
Barbados ·
Belize ·
Bermuda ·
Bhutan ·
Britse Maagdeneilanden ·
Curaçao ·
Dominicaanse Republiek ·
El Salvador ·
Grenada ·
Guyana ·
Haïti ·
Kaaimaneilanden ·
Nicaragua ·
Panama ·
Saint Kitts en Nevis ·
Saint Lucia ·
Saint Vincent en de Grenadines ·
Suriname ·
Trinidad en Tobago